# Свирце (Медвеђа)
Свирце је насеље у Србији у општини Медвеђа у Јабланичком округу. Према попису из 2022. било је 76 становника.

## Демографија
У насељу Свирце живи 344 пунолетна становника, а просечна старост становништва износи 32,8 година (32,3 код мушкараца и 33,3 код жена). У насељу има 109 домаћинстава, а просечан број чланова по домаћинству је 4,60.
Ово насеље је великим делом насељено Албанцима (према попису из 2002. године), а у последња три пописа, примећен је пораст у броју становника.
|  |

| Демографија | Демографија | Демографија |
| Година      | Становника  | Становника  |
| ----------- | ----------- | ----------- |
| 1948.       | 1.109       |             |
| 1953.       | 1.217       |             |
| 1961.       | 1.284       |             |
| 1971.       | 1.299       |             |
| 1981.       | 1.287       |             |
| 1991.       | 368         | 343         |
| 2002.       | 501         | 523         |
| 2011.       | 77          |             |
| 2022.       | 76          |             |

| Година пописа     | 1948. | 1953. | 1961. | 1971. | 1981. | 1991. | 2002. |
| ----------------- | ----- | ----- | ----- | ----- | ----- | ----- | ----- |
| Број домаћинстава | 141   | 152   | 172   | 185   | 175   | 63    | 109   |

| Број чланова      | 1  | 2  | 3 | 4  | 5  | 6  | 7  | 8 | 9 | 10 и више | Просек |
| ----------------- | -- | -- | - | -- | -- | -- | -- | - | - | --------- | ------ |
| Број домаћинстава | 14 | 18 | 5 | 24 | 14 | 12 | 11 | 5 | 1 | 5         | 4,60   |

| Пол    | Укупно | Неожењен/Неудата | Ожењен/Удата | Удовац/Удовица | Разведен/Разведена | Непознато |
| ------ | ------ | ---------------- | ------------ | -------------- | ------------------ | --------- |
| Мушки  | 203    | 78               | 117          | 6              | 1                  | 1         |
| Женски | 180    | 56               | 110          | 13             | 1                  | 0         |
| УКУПНО | 383    | 134              | 227          | 19             | 2                  | 1         |

| Пол    | Укупно                    | Пољопривреда, лов и шумарство | Рибарство                            | Вађење руде и камена | Прерађивачка индустрија       |
| ------ | ------------------------- | ----------------------------- | ------------------------------------ | -------------------- | ----------------------------- |
| Мушки  | 128                       | 115                           | 0                                    | 1                    | 2                             |
| Женски | 82                        | 82                            | 0                                    | 0                    | 0                             |
| УКУПНО | 210                       | 197                           | 0                                    | 1                    | 2                             |
| Пол    | Производња и снабдевање   | Грађевинарство                | Трговина                             | Хотели и ресторани   | Саобраћај, складиштење и везе |
| Мушки  | 0                         | 2                             | 0                                    | 0                    | 0                             |
| Женски | 0                         | 0                             | 0                                    | 0                    | 0                             |
| УКУПНО | 0                         | 2                             | 0                                    | 0                    | 0                             |
| Пол    | Финансијско посредовање   | Некретнине                    | Државна управа и одбрана             | Образовање           | Здравствени и социјални рад   |
| Мушки  | 0                         | 0                             | 1                                    | 2                    | 3                             |
| Женски | 0                         | 0                             | 0                                    | 0                    | 0                             |
| УКУПНО | 0                         | 0                             | 1                                    | 2                    | 3                             |
| Пол    | Остале услужне активности | Приватна домаћинства          | Екстериторијалне организације и тела | Непознато            | Непознато                     |
| Мушки  | 0                         | 0                             | 0                                    | 2                    | 2                             |
| Женски | 0                         | 0                             | 0                                    | 0                    | 0                             |
| УКУПНО | 0                         | 0                             | 0                                    | 2                    | 2                             |

| Национални састав према попису из 2002.‍ | Национални састав према попису из 2002.‍ | Национални састав према попису из 2002.‍ | Национални састав према попису из 2002.‍ | Национални састав према попису из 2002.‍ |
| --------------------------------------- | --------------------------------------- | --------------------------------------- | --------------------------------------- | --------------------------------------- |
|                                         |                                         |                                         |                                         |                                         |
| Албанци                                 | Албанци                                 |                                         | 499                                     | 99,60%                                  |

| Национални састав према попису из 2022.‍ | Национални састав према попису из 2022.‍ | Национални састав према попису из 2022.‍ | Национални састав према попису из 2022.‍ | Национални састав према попису из 2022.‍ |
| --------------------------------------- | --------------------------------------- | --------------------------------------- | --------------------------------------- | --------------------------------------- |
|                                         |                                         |                                         |                                         |                                         |
| Срби                                    | Срби                                    |                                         | 33                                      | 43,4%                                   |
| Албанци                                 | Албанци                                 |                                         | 3                                       | 3,9%                                    |
| неизјашњени                             | неизјашњени                             |                                         | 33                                      | 43,4%                                   |

## Познате личности
- Јусуф Зејнулаху, југословенски и албански економиста и политичар